# Knölkallasläktet
Knölkallasläktet (Amorphophallus) är ett växtsläkte ur familjen kallaväxter (Araceae) som består av cirka 170 arter. Arterna är i huvudsak tropiska och förekommer från västra Afrika till Polynesien. De växer vanligen i skogar eller skogsbryn och är typiska låglandsväxter.
Knölkallasläktet är fleråriga örter, vanligen med knölar. Varje knöl producerar endast ett blad med få till många flikar. Vissa arter producerar inget blad det år plantan blommar. Blomställningen består av ett hölsterblad och en kolv. Hölsterbladet är vasformat och tros vara en fälla för insekter som skall hjälpa till med pollineringen. Vid basen av kolven sitter de egentliga blommorna som är starkt reducerade. Honblommorna sitter längst ner och består egentligen bara av en pistill. De är mottagliga för pollen från första blomningsdagen. Ovanför honblommorna sitter hanblommorna i en zon och de består bara av ståndare, andra organ är tillbakabildade. Hanblommorna öppnar sig först andra dagen, när honblommorna vissnat. Resten av kolven saknar blommor. De flesta arterna har illaluktande blommor, men det finns andra som doftar morot, anis, choklad, citronlikt eller fruktigt. Efter pollinering utvecklas honblommorna till frukter som i botanisk mening är bär. De är vanligen röda eller orange, men arter med blå vita eller gula frukter förekommer.

## Odling
Följande gäller för konjakknölkalla (A. konjac):
Växten har två växttillstånd, ur knölen skjuter det upp antingen ett blad eller en blomma. Bladet är tredelat och intrycket är utpräglat palmlikt. I det andra tillståndet utvecklas en blomställning. Knölen måste nå en viss storlek innan en blomning sker. Knölen förvaras torrt och i plusgrader under vintern. Någon gång i början på växtsäsongen (förslag: mars) sätts knölen ned i en jämförelsevis stor kruka och man börjar vattna. Knölen måste vara jordtäckt då rötterna kommer fram på knölens översida, inte från knölens nedre del. Ett blad skjuter upp efter några veckor. Växten kräver jämn vattning. Vattnas den för mycket börjar vatten droppa från bladspetsarna. Någon gång under hösten-vintern vissnar bladet ned. Klipp bort det och ta upp knölen för vinterförvaring.
Vid en eventuell blomning får man problem med hur den blommande växten skall förvaras. Blomman har en tung, stark och mustig lukt som normalt uppfattas som obehaglig. De flesta vill troligen inte vistas i samma lokal någon längre stund. Ett litet exemplar kan möjligen hanteras i en lägenhet medan ett stort kan vara mer problematiskt.
Enligt Alan Galloway, North Carolina State University, finns det inte någon säker metod att avgöra när ett enskilt exemplar kommer att blomma. När knölen nått tillräcklig storlek och växten tycker det passar så kommer det att skjuta upp en blomma ur krukan istället för ett blad.